# François de Chancy
François de Chancy   (1600 - París, agost 1656) va ser un cantant i compositor llaütista francès.

## Biografia
Es desconeixen els seus orígens familiars. Podríem citar una escriptura de donació signada el 1580 per un tal François de Chancy, fill del cavaller Claude de Chancy, senyor de Pàmies i de Le Prenoy, que s'hauria de prendre amb precaució perquè no sabem si és efectivament la mateixa família.
La Tablature de mandore que va publicar el 1629 està dedicada al cardenal Richelieu, cosa que suggereix que estava al seu servei en aquesta data. Va ser en aquest moment quan es localitza una anècdota reportada per un contemporani: quan Marie de Médicis va fer una visita improvisada al cardenal Richelieu, malalt i enllitat a Rueil, el cardenal "li va donar el berenar, la música i va cantar davant d'ella una cançó que Chansi havia fet a propòsit.
Sens dubte, va romandre en aquest ofici fins al 1635, quan Marin Mersenne el va citar com a "Præfectus Musicæ Regiæ", és a dir, mestre dels fills de la cambra del rei. El 1643, Chancy encara ocupava aquest càrrec quan va signar un acord segons el qual va lliurar el seu despatx a Jean de Cambefort, músic ordinari del cardenal Mazarin, de Gener de 1644, contra 9000 lt i la meitat dels salaris. Un segon acord especificava el mètode de recollida de salaris en cas de defunció d'alguna de les parts. Sembla que va mantenir aquesta posició fins a la seva mort el 1656. En el títol de les seves edicions, es fa dir "mestre de la música de la cambra del rei", cosa que s'hauria d'entendre com una abreviatura de "mestre dels infants". El seu salari era de 720 lt a l'any. Durant aquest període va ser Paul Auget qui va ocupar el càrrec de superintendent.
Chancy va ser enterrat l'1 d'agost de 1656 a París, a Saint-Germain-l'Auxerrois. Aleshores es diu que és "mestre de la música de l'hora baixa de la cambra del rei".
El 1643 vivia al carrer del Coq i el 1656 al carrer Saint-Thomas-du-Louvre. Posseïa una casa amb estables i jardí a Quoy (Coye-la-Forêt) a prop de Luzarches. Chancy es va casar amb Madeleine de La Chappelle. Aquest últim vivia al carrer dels Petits-Champs de 1659; el 14 de febrer de 1659 es ven per 900 lt la casa de Coye-la-Forêt a Jean Saint-Leu. Encara vivia el 1685.

## Obres
Recepció
En dues ocasions, Marin Mersenne elogia el talent de Chancy en la seva Universal Harmony :
... Aquells que desitgin regles més específiques per fer bones cançons, i aires sobre cada tema, les trobaran al tractat sobre el mètode i sobre l'art de cantar bé: que potser no hi hagi - no hi ha millor manera d'aprendre aquestes arts que imitar els senyors Pierre Guédron, Antoine Boësset, Chancy, Étienne Moulinié i els altres mestres que han trobat a través del seu treball continuat i gràcies al seu bon geni, els bons costums de compon els aires, que consisteixen particularment en bells moviments i en l'elecció d'acords de cada mode... La segona indústria consisteix en la imitació, en la lectura i en la consideració dels aires, i de les cançons dels que millor han tingut èxit en aquest assumpte, com són entre els François, Claudin, Guédron, Boësset, Chancy, Moulinié, etc...
Ballets
Durant la seva activitat a la cort, Chancy va tenir l'oportunitat de participar en diversos ballets de cour:
- Ballet des Triomphes, 1635, on dirigí un concert de llaüts.[12]
- Ballet de la Cort Vella, 1635.
- Ballet de Felicitat, 1639
- Ballet de la prosperitat de les armes de França, 1641, per al qual va compondre àries publicades el 1644.
- Ballet de la desregulació de les passions, 1648
- Ballet de vacances de Bacchus, 1651
- Ballet de la regulació de les passions, 1652.

Airs
- Airs de cour à quatre parts, de Sieur Chancy, mestre de música de la cambra del rei. París: Pierre I Ballard, 1635. 4 vol. 8° obl. RISM C 1842, Guillo 2003 n° 1635-A. Digitalitzat a Gallica.

| « | <Dedicació al rei Lluís XIII. Conté 18 melodies, amb passatges en tabulatura per al llaüt en els dos darrers. Chancy afirma al seu prefaci que la majoria de les lletres són seves.> | » |

- Segon llibre de quatre àries del Sr. de Chancy, mestre de música de la cambra del rei. París: Robert III Ballard, 1644. 4 vol. 8° obl. RISM C 1843, Guillo 2003 n ° 1-C. Escanejat a [gallica.bnf.fr/ark:/12148/bpt6k45000838 Gallica].

| « | <Dedicació a la reina regent Anna d'Àustria. Conté 25 àries, set de les quals provenen del Ballet de la prosperitat de les armes de França (ballat a França) Febrer de 1641), i no el Ballet de la Félicité tal com indica el llibre. Una de les melodies d'aquestes dues col·leccions va ser publicada per André Verchaly al seu Court Airs for Voice and Lute (1603–1643) (París, Société française de Musicologie, 1961). | » |

- Les equivocacions del Sr. de Chancy. París: Pierre I Ballard, 1639. 1 vol. 8°. RISME C 1844 i 1845, Guillo 2003 n° 1639-A. Algunes còpies tenen la data de 1845.

| « | <Dedicació a Sieur Flotte. Conté 30 cançons a 1 veu i 6 cançons de 2 veus.> | » |

- Segon llibre d'equívocs de Sr. de Chancy, mestre musical de la cambra del rei. París: Robert III Ballard, 1647. 1 vol. 8°. RISME C 1846 i 1847, Guillo 2003 n° 1647-B.

| « | <Dedicació a M. Potel, assessor i secretari del rei. Conté 35 cançons per ballar a 1 veu i 4 cançons per beure a 2 veus.> | » |

- Tercer llibre de cançons del Sr. de Chancy, mestre de música de la cambra del rei. París: Robert III Ballard, 1649. 1 vol. 8°. RISM C 1848, Guillo 2003 n° 1649-B.

| « | <Dedicació a Pierre de Nyert. Conté 36 cançons de ball d'una sola veu i 4 cançons per beure de 2 veus.> | » |

- Quart llibre de cançons del Sr. de Chancy, mestre de música de la cambra del rei. París: Robert III Ballard, 1651. 1 vol. 8°. RISM C 1849, Guillo 2003 n° 1651-E.

| « | <Dedicació a M. de Machault, senyor de Choisy, conseller del rei i mestre de les peticions del seu hotel. Conté 36 cançons de ball d'una sola veu i 4 cançons per beure a 2 veus. Digitalitzat per MDS a Múnic.> | » |

- Cinquè llibre de Chansons du sieur de Chancy, mestre de música de la cambra del rei. París: Robert III Ballard, 1655. 1 vol. 8°. RISM C 1850, Guillo 2003 n° 1655-J.

| « | <Dedicació al rei Lluís XIV. Conté 29 cançons de ball d'una sola part i 10 cançons per beure de 2 o 3 parts. Digitalitzat per MDS a Múnic.> | » |

Els llibres II a V de les cançons de Chancy van ser reeditats el 1699 per Christophe Ballard sota el títol de Col·lecció dels quatre llibres d'equívocs per beure i ballar (només es tracta d'una col·lecció de les edicions originals).
Algunes àries o cançons de Chancy s'utilitzaven per portar textos espirituals, com Contra la meva voluntat, jo estimo l'aigua apareixia de forma anònima al VI llibre de cançons per a ballar i beure el 1632, que es troba a les Sagrades Càntics de'a solitario (Compiègne: Rennesson, 1674).

## Música instrumental
- Tablatura de mandore a partir de la composició del Sr. Chancy. París: Pierre I Ballard, 1629. 1 vol. 4° obl. RISM C 1841, Guillo 2003 n° 1629-A.

Dedicació al cardenal Richelieu. Conté 7 suites d'estructura variable però bàsicament organitzades en la successió Research (=Ricercar) - Allemande - Courante - Sarabande. L'obra és citada per Marin Mersenne al seu Harmonicorum libri (pàg. 27) i a la seva Harmonia universal de 1636 (pàg. 94 del Primer llibre d'instruments). Sobre la música per a mandore als segles xvi i xvii, vegeu la història de les fonts aquí, així com l'estudi de James Tyler.
- Tablatura de llaüts de diferents autors sobre nous acords. París: Pierre I Ballard, 1631. 1 vol. 4° obl. RISM 1631 6, Guillo 2003 n° 1631-D.

| « | <Les suites 5 i 6 d'aquesta col·lecció són de Chancy; tots dos presenten la seqüència Entréee - Allemande - Courante 1 - Courante 2 - Courante 3 - Sarabande. Es publiquen a: Œuvres de Chancy, Bouvier, Belleville, Dubuisson, Chevalier, ed. M. Rollin i A. Souris (París: CNRS, 1967).> | » |

Hi ha algunes obres aïllades:
- Una allemande per al llaüt al segon llibre d'instruments de corda (f. 88), a Universal Harmony de Mersenne, 1636.[15]
- Tres courantes per a violí o oboè al manuscrit titulat Suite des danses pour les violins, et hautbois. Que se solen tocar a tots els balls del Rei. Recollit, ordenat i compost per la major part, per M. Philidor el vell..., l'any 1712. (Paris BNF (Mus.): VM7-3555). Escanejat a [gallica.bnf.fr/ark:/12148/btv1b52500810s Gallica].
- Dues allemandes del manuscrit titulat Recüeil de diversos aires antics fets a les coronacions, coronacions, casaments i altres solemnitats realitzades sota els regnats de François I, Enric III, Enric IV i Lluís XIII, amb diversos concerts realitzats per al seu entreteniment. Recollit per Philidor l'Aisné el 1690. Paris BNF (Mus.): RES-F-494. Escanejat a [gallica.bnf.fr/ark:/12148/bpt6k103658m Gallica].
- Peces a la Sra. 2350 de la Biblioteca Sainte-Geneviève: melodies per ballar i cantar.